# Bom Conselho
Bom Conselho est une municipalité brésilienne située dans l'État du Pernambouc.